# Congrégation cléricale
Dans l'Église catholique, une congrégation cléricale est un institut de vie consacrée masculin dont les membres sont liés en prononçant des vœux simples. 

## Histoire
Au XVIe siècle, à la suite de la Réforme catholique et du concile de Trente, des membres du clergé désirent vivre en communauté mais sans vouloir devenir de véritables ordres religieux pour se consacrer à l'apostolat religieux (formation des prêtres, missions, prédication) ou sociale (écoles, soins des malades, orphelinats). 
Le nouveau code de droit canon promulgué par Jean-Paul II en 1983 définit : « On appelle institut clérical celui qui, en raison du but ou du propos visé par le fondateur ou en vertu d'une tradition légitime, est gouverné par des clercs, assume l'exercice d'un ordre sacré et est reconnu comme tel par l'autorité de l'Église ». Ils peuvent être de droit pontifical ou de droit diocésain.

## Congrégations cléricales de droit pontifical
- Prêtres de la doctrine chrétienne (1592)
- Marianistes de l'Immaculée Conception (1673)
- Congrégation du Saint-Esprit (1703)
- Compagnie de Marie (1705)
- Congrégation de la Passion de Jésus-Christ (1720)
- Congrégation du Très Saint Rédempteur (1732)
- Congrégation des Sacrés-Cœurs de Jésus et de Marie (1800)
- Congrégation des écoles de Charité (1804)
- Pères de la Miséricorde (1808)
- Fils de Marie Immaculée (1808)
- Oblats de Marie-Immaculée (1816)
- Congrégation des saints stigmates de Notre Seigneur Jésus-Christ (1816)
- Marianistes (1817)
- Congrégation des Joséphites (1817)
- Pères maristes (1822)
- Missionnaires de Saint François de Sales (1822)
- Congrégation de Saint Basile (1822)
- Institut de la Charité (1828)
- Clercs de Saint-Viateur (1831)
- Prêtres du Sacré-Cœur de Jésus (1832)
- Missionnaires des Sacrés Cœurs de Jésus et de Marie (1833)
- Congrégation de la Résurrection de Notre-Seigneur Jésus-Christ (1836)
- Congrégation de Sainte-Croix (1837)
- Congrégation de saint-Pierre-aux-Liens (1839)
- Compagnie de Marie pour l'éducation des sourds-muets (1840)
- Congrégation de Saint Edme (1843)
- Augustins de l'Assomption (1845)
- Religieux de Saint Vincent de Paul (1845)
- Fils de Marie immaculée (1847)
- Missionnaires de l'Immaculée Conception (1848)
- Fils du Cœur Immaculé de Marie (1849)
- Missionnaires de Notre-Dame de la Salette (1852)
- Petite mission des sourds-muets (1852)
- Missionnaires du Sacré-Cœur de Jésus (1854)
- Carmes de Marie Immaculée (1855)
- Prêtres du Saint-Sacrement (1856)
- Salésiens (1859)
- Congrégation du Cœur Immaculé de Marie (1862)
- Congrégation de la Sainte Famille de Bergame (1863)
- Timoniens (1864)
- Fils de la Sainte-Famille (1864)
- Fils de Sainte Marie Immaculée (1866)
- Missionnaires comboniens du Sacré-Cœur (1867)
- Oblats de Saint François de Sales (1871)
- Missionnaires de saint Joseph (1872)
- Congrégation de saint Joseph (1873)
- Société du Verbe-Divin (1875)
- Prêtres du Sacré-Cœur de Saint-Quentin (1878)
- Oblats de saint Joseph (1878)
- Société du Divin Sauveur (1881)
- Missionnaires de Mariannhill (1882)
- Congrégation de la Sainte Famille de Nazareth (1886)
- Missionnaires de Saint-Charles (1887)
- Missionnaires serviteurs des pauvres (1887)
- Tertiaires Capucins de Notre Dame des Douleurs (1889)
- Congrégation des ouvriers chrétiens de saint Joseph de Calasanz (1889)
- Missionnaires des Sacrés Cœurs de Jésus et de Marie de Majorque (1890)
- Aumôniers du Travail (1894)
- Missionnaires de la Sainte-Famille (1895)
- Rogationistes du Cœur de Jésus (1897)
- Congrégation de Saint Michel Archange (1897)
- Pieuse société de saint François Xavier pour les missions étrangères (1898)
- Franciscains de l'Atonement (1898)
- Congrégation de la Fraternité Sacerdotale (1901)
- Missionnaires de la Consolata (1901)
- Petite œuvre de la divine providence (1903)
- Pauvres serviteurs de la Divine Providence (1907)
- Serviteurs de la Charité (1908)
- Société missionnaire de Saint Paul (1910)
- Missionnaires de la Plaine (1910)
- Maryknoll (1911)
- Société de saint Paul (1914)
- Missionnaires de l'Esprit Saint (1914)
- Congrégation de l'Imitation du Christ (1919)
- Fils de la charité (1918)
- Société des divines vocations (1920)
- Serviteurs missionnaires de la Très Sainte Trinité (1921)
- Coopérateurs paroissiaux du Christ Roi (1928)
- Congrégation de Sainte Thérèse de l'Enfant Jésus (1931)
- Société du Christ pour les émigrants de Pologne (1932)
- Congrégation missionnaire du Saint Sacrement (1933)
- Pieuse société de saint Gaétan (1941)
- Légion du Christ (1941)
- Frères Missionnaires des Campagnes (1943)
- Missionnaires de la Nativité de Marie (1944)
- Fils de l'Amour miséricordieux (1951)
- Missionnaires de la Divine Rédemption (1954)
- Frères Franciscains de l'Immaculée (1970)
- Fraternité Saint-Vincent-Ferrier (1979)
- Serviteurs de Jésus et Marie (1988)
- Institut du Chemin Neuf (1992)

## Congrégations cléricales de droit diocésain
- Association Apôtres de Jésus (1968)
- Communauté Saint-Jean (1975)
- Oblats de Saint Vincent de Paul (2008)

## Congrégations cléricales éteintes
- Prêtres du Calvaire (1634) suppression à la révolution.
- Pères de la Foi (1797) fusion avec les Pères du Sacré-Cœur en 1799.
- Pères du Sacré-Cœur (1794) fusion avec la Compagnie de Jésus en 1814.

## Source
- Annuaire pontifical pour 2010, presse du Vatican, Cité du Vatican, 2010  (ISBN 978-88-209-8355-0)